# Yolanda de Polonia
Beata Yolanda de Polonia (en húngaro: Boldog Jolán; en polaco: Jolenta Helena) (1235/39 – 11 de junio de 1298) princesa húngara. Hija del rey Bela IV de Hungría, hermana de santa Kinga de Polonia y santa Margarita de Hungría. Yolanda era sobrina de santa Isabel de Hungría.

## Biografía
Yolanda nació cerca de 1235 en la ciudad de Esztergom como hija del rey Bela IV de Hungría y su esposa María Laskarina. En 1256 fue entregada como esposa al duque de Gniezno (Polonia), Boleslao el Piadoso, y el matrimonio fue celebrado en Cracovia.
En 1279 falleció su esposo, tras lo cual Yolanda dividió los bienes entre la Iglesia y sus parientes, dándole parte a su hermana viuda, Santa Kinga. Yolanda se retiró después a un convento. Sin embargo, tras la muerte de su hermana en 1292, se mudó al claustro de Gniezno construido por su fallecido esposo y se hizo monja. Al poco tiempo murió el 11 de junio de 1298. Fue enterrada en la capilla del claustro.

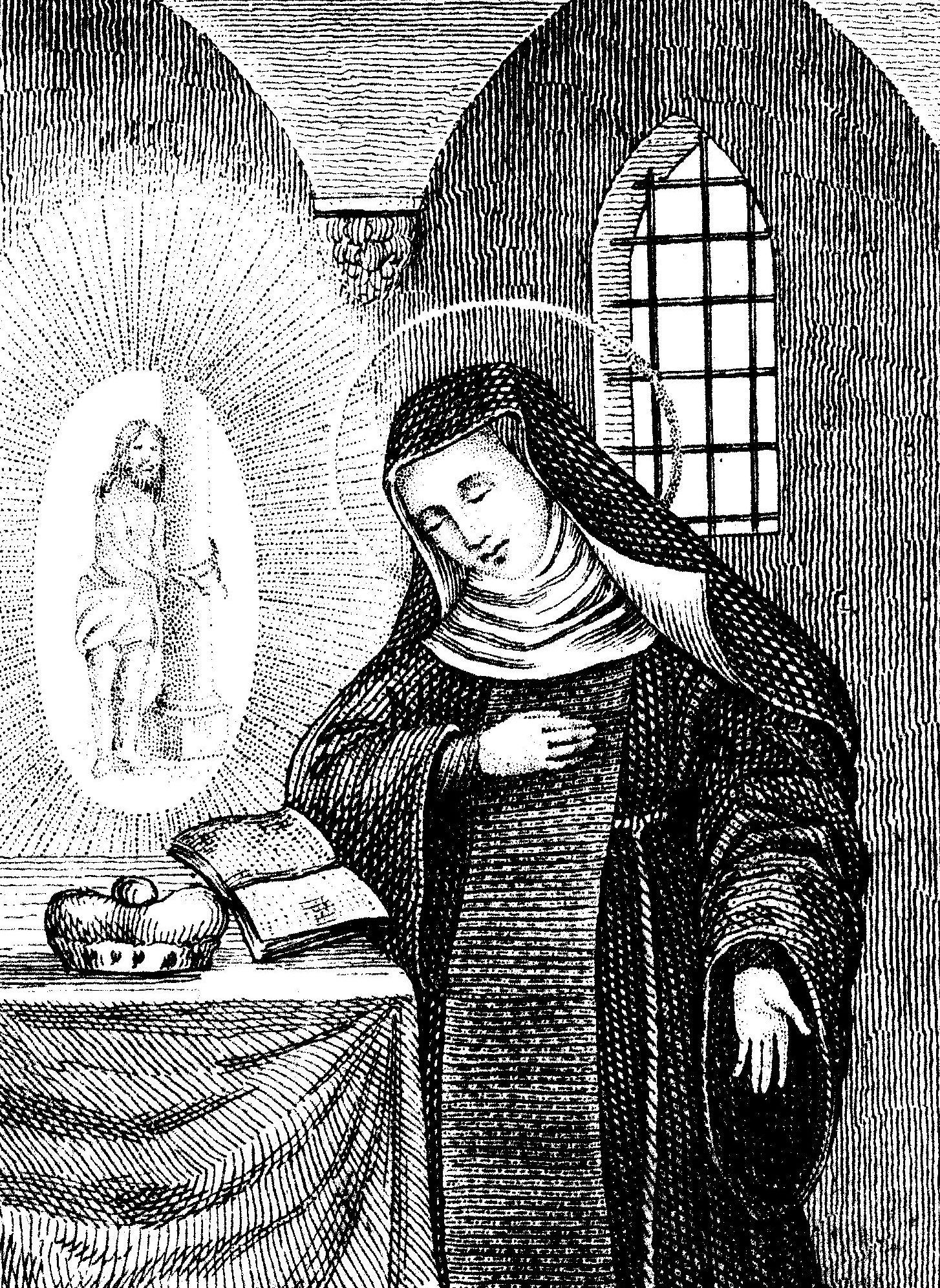
La beata Yolanda recibiendo la revelación divina

Luego de que junto a su sepulcro ocurriesen sanaciones milagrosas, fue beatificada en 1827 por el papa León XII.
Su fiesta se celebra el 15 de junio.

## Matrimonio e hijos
Yolanda dio dos hijas a su esposo Boleslao:
- Eduviges de Kalisz (1266–1339). Esposa del rey Vladislao I de Polonia.
- Isabel de Kalisz (1263–1304). Esposa del Duque Enrique V de Legnica.